# Wach (Film)
Wach ist ein Spielfilm des deutschen Regisseurs Kim Frank, welcher am 17. September 2018 erstmals im ZDF ausgestrahlt wurde. Parallel dazu wurde er kostenlos auf YouTube veröffentlicht. Der Film wurde im März 2018 produziert. In Wach geht es um zwei Freundinnen, die ohne Drogen – solange es geht – wach bleiben wollen. Der Film wurde für den Grimme-Preis 2019 und für den New Faces Award 2019 nominiert. Jana McKinnon wurde als beste Nachwuchsdarstellerin für den Studio Hamburg Nachwuchspreis 2019 nominiert.

## Handlung
Zwei Freundinnen wollen wach bleiben, so lang es geht – ohne Drogen. C. (Jana McKinnon) und Nike (Alli Neumann) sind 17, aber geben sich für 20 aus. Sie wollen raus. Raus aus der Perspektivlosigkeit. Sie wollen sich spüren. Eine pure Erfahrung. Eine rauschhafte Reise durch 86 schlaflose Stunden beginnt. C. und Nike filmen das Experiment. Halten alles auf ihrer Kamera fest. Doch die Müdigkeit zwingt sie zurück in die Realität. Ein Ende, das gleichzeitig das Ende ihrer Jugend ist.
Nikes Vater ist nie zu Hause. Die kleine Wohnung in einer Sozialbausiedlung ist der perfekte Ort für ihr Experiment. Sie kaufen für mehrere Tage ein. Kleben die Fenster ab und verstecken alle Uhren, um jedes Zeitgefühl zu verlieren. Doch als Nikes Vater überraschend auftaucht, treibt es C. und Nike raus. Raus ins verregnete Ghetto. Auf der Straße werden sie angegriffen. Sie müssen weg hier.
In der Stadt verliert Nike das wenige Geld, das sie mithaben. Die Freundinnen sind kurz davor abzubrechen. Doch sie können nicht nach Hause. Sie wollen wach bleiben.
Die Kälte der Nacht treibt sie an düstere Orte der Stadt. Eine fremde, abgründige Welt, in der sie nichts verloren haben. In einem dunklen Minimal-Club lernen sie Jesco (Dennis Mojen) kennen. Er ist einige Jahre älter und hat ein Auto. Ein Roadtrip beginnt, der C. und Nike mit ihren Ängsten und Träumen konfrontiert, ihre Freundschaft auf eine harte Probe stellt, und an dessen Ende es schließlich um Leben und Tod geht.

## Entstehung
Nachdem Kim Frank sich sieben Jahre vergeblich um die Finanzierung seines Debütfilms bemüht hatte, kam er auf die Idee, einen Low Budget Found Footage Film außerhalb des in dieser Kategorie weit verbreiteten Horror-Genres mit einer digitalen Spiegelreflexkamera zu machen und diesen auf YouTube zu veröffentlichen. Wach wurde im März 2018 in Hamburg und Schleswig-Holstein gedreht. Der Film wurde im Auftrag des ZDF – Das kleine Fernsehspiel und funk produziert. Als Titelsong wurde WACH (OST) von Dat Adam interpretiert.

## Kritiken
Jan Freitag lobt in Der Tagesspiegel Kim Frank " […] Autor, Produzent, Regisseur, Cutter und Kameramann in Personalunion  […] zeigt […], wie man der Jugend auch mit 36 dramaturgisch nahe kommen kann. Im Kreise bekannter Sidekicks von Alexander Scheer als Pornokonsument über Hanno Koflers Straßenschläger bis zur Türsteherin des Popstars Lary sorgen aber besonders die Hauptdarstellerinnen für Furore. […] Umschwärmt von Philipp Schwärs präzisem Soundtrack zwischen technoider Kälte und Westerngitarrenwärme […]. All dies macht „Wach“ zu einem wahrhaft wichtigen Film. Vor allem aber ist es ein wuchtiger, wilder, angenehm wahnsinniger und dabei sensationell unterhaltsamer Film."
"'Wach' überzeugt auf ganzer Strecke, ist lebendig und traut sich wirklich was", so Schayan Riaz in der Berliner Zeitung. "Frank hat erfreulicherweise keinen Film mit pädagogischen Besserwisser-Botschaften gedreht, sondern zeigt das Leben ungefiltert aus der Sicht der Teenager."
"Tempo und Thematik erinnern mitunter an 'Victoria' (2015), einen Film, der, in einer einzigen Kameraeinstellung gedreht, eine Nacht durch Berlin zeigt. Dann finden sich wieder leise Anklänge von 'Wir Kinder vom Bahnhof Zoo'", schrieb Swantje Kubillus in der Frankfurter Rundschau.
Jonas Leppin nennt den Film auf Spiegel Online "Ein klassisches Coming-of-Age-Drama, ein 86-Stunden-Roadtrip, dem man seine Unbedingtheit in jeder Sekunde anmerkt." Und lobt: "Kim Frank hat eine große Fähigkeit: Er kann bei Menschen Emotionen erzeugen. Und das tut er auch mit "Wach""
"Kim Franks Debütfilm ist anders als übliche Spielfilme, er kommt der Realität erschreckend nahe.", so Christoph Söller auf Jetzt.de.
Im Musikexpress schrieb Vanessa Sonnenfroh: "[…] WACH macht Spaß und tut gleichermaßen weh, Drogen werden als Fluchtmittel verflucht, das echte Leben als potentielles High gesehen und die Kälte der gezeigten Außenwelt sickert beim Zuschauen bis durch den Bildschirm. […] Einerseits ist WACH an die Generation Z gerichtet, die sich unweigerlich in den beiden suchenden Mädchen wiederfinden muss, andererseits agiert Franks ehrlicher Film als Vermittler für die zugehörige Elterngeneration. „Wir sind eure Kinder“, heißt es im Endmonolog."

## Auszeichnungen und Nominierungen
Grimme-Preis 2019
- Nominierung in der Kategorie Kinder & Jugend[13]

New Faces Award 2019
- Nominierung in der Kategorie bester Debütfilm (Kim Frank)[14]

Studio Hamburg Nachwuchspreis 2019
- Nominierung in der Kategorie beste Nachwuchsdarstellerin (Jana McKinnon)[15]